# 2-й Монастирський провулок (Мелітополь)
2-й Монастирський провулок — провулок у місті Мелітополь. Йде від Монастирської вулиці до вулиці Дружби. Забудований приватними будинками.

## Назва
Назва провулка пов'язана з Монастирем святого Савви Освященного, який знаходиться в 1,3 км від провулка. Поруч знаходяться 1-й Монастирський провулок і Монастирська вулиця.

## Історія
Точний час виникнення провулка невідомий. Вперше він згадується 28 червня 1957 року як 2-й провулок Воровського, названий на честь російського революціонера Вацлава Воровського.
В 2016 році в ході декомунізації провулок перейменований на 2-й Монастирський.